# Monitorizare fiziologică la distanță
Monitorizarea fiziologică la distanță este aplicarea biomedicală a metodelor electronice pentru supravegherea variabilelor fiziologice ale unui pacient.